# Domeniu temporal
Domeniul temporal sau de timp este un termen folosit pentru a descrie analiza funcțiilor matematice sau semnalelor fizice în funcție de timp. În domeniul temporal, valoarea semnalului sau a funcției, este cunoscută pentru toate numerele reale în cazul unui semnal continuu, sau la momente separate variate în cazul timpului discret. Un osciloscop este un instrument electronic folosit în mod comun pentru a vizualiza valori de semnale din lumea reală în domeniul temporal (pe scara timpului). Într-un limbaj non-tehnic, un grafic al domeniului temporal arată cum se schimbă un semnal pe parcursul timpului, pe când un grafic al domeniului frecvențial arată cât de mult din semnal se află în cadrul fiecărei benzi de frecvență dintr-o gamă de frecvențe.